# Oleksij Prygorov
Oleksij Prygorov, född den 25 juni 1987 i Charkov, Ukrainska SSR, Sovjetunionen, är en ukrainsk simhoppare.
Han tog OS-brons på den synkroniserade 3m-svikten i samband med de olympiska simhoppstävlingarna 2008 i Peking.